# Shin Ha-kyun
Cette page contient des caractères spéciaux ou non latins. S’ils s’affichent mal (▯, ?, etc.), consultez la page d’aide Unicode.
Shin Ha-kyun est un acteur sud-coréen né le 30 mai 1974 à Séoul. Il est notamment connu pour les films Joint Security Area (2000), Sympathy for Mister Vengeance (2002), Save the Green Planet (2003) ou encore Welcome to Dongmakgol (2005).

## Filmographie
- 2000 : Joint Security Area de Park Chan-wook : Jeong Woo-jin
- 2002 : Sympathy for Mister Vengeance de Park Chan-wook : Ryu
- 2003 : Save the Green Planet de Jang Joon-hwan : Lee Byeong-gu
- 2005 : Welcome to Dongmakgol de Park Kwang-hyun : 2e lieutenant Pyo Hyun-Chul (Sud)
- 2017 : 7 Hosil de Lee Yong-seung : Doo-sik
- 2017 : The Villainess (악녀) de Jeong Byeong-gil : Joong-sang
- 2019 : Extreme Job  (극한직업) de Lee Byeong-heon : Lee Moo-bae
- 2019 : Inseparable Bros  (나의 특별한 형제) de Yook Sang-hyo : Se-ha